# Canal+ Domo
Canal+ Domo – tematyczny kanał telewizyjny nadawany od 20 września 2008 roku, poświęcony tematyce wnętrz, designowi i projektowaniu ogrodów. Jest to pierwsza stacja o tej tematyce emitowana w Polsce.
Program nadawany jest całodobowo. Dostępny jest na satelitarnych platformach cyfrowych Canal+, Polsat Box oraz w wybranych sieciach telewizji kablowej. Do momentu likwidacji Cyfry+ kanał znajdował się również w jej ofercie (od pakietu Podstawowego+ wzwyż).
11 listopada 2011 Domo.tv otrzymał nową nazwę Domo+ (tego samego dnia uruchomiona została wersja w jakości HDTV kanału), a 15 kwietnia 2021 nazwę zmieniono na Canal+ Domo. 
Canal+ Domo to propozycja dla osób, które budują lub wykańczają dom, remontują i urządzają mieszkanie, czy majsterkują. W ofercie stacji znajdują się m.in. programy dla działkowców oraz widzów zainteresowanych ogrodnictwem i aranżacją zieleni w swoim otoczeniu. Obok szerokiej oferty serii poradnikowych kanał proponuje widzom filmy dokumentalne, programy rozrywkowe i reality oraz filmy i serie fabularne, których tematem przewodnim jest architektura, design i ogrodnictwo. W soboty emitowany był też serial animowany pt. Sąsiedzi. Od 9 stycznia 2015 Kanał nadaje 24-godziny na dobę. Do 8 stycznia 2015 nadawał w godzinach 6:00-3:00 lub 6.00-2.00

## Czesko-słowacka wersja
Rozpoczęła emisję 1 grudnia 2020 na podstawie koncesji udzielonej przez KRRiT 4 listopada 2020 w platformie Skylink. Ramówka składała się z tych samych programów, które są emitowane w polskiej wersji kanału, ale w przetłumaczonej wersji. W przeciwieństwie do polskiej wersji, ta nie nadawała reklam.
Kanał zakończył nadawanie 31 stycznia 2023.